# Lunatica
I Lunatica sono una symphonic metal/gothic metal band svizzera; il gruppo si è formato nel 1998 a Suhr, comune del Canton Argovia.

## Storia del gruppo
Il primo brano realizzato per l'album di debutto, Atlantis (scritto da Alex Seiberl e Sandro D'Incau), rappresenta il vero momento centrale per la formazione e lo sviluppo del gruppo elvetico che, nel 2001, riuscì finalmente, dopo annosa ricerca, a trovare l'interprete giusta per dar voce ai Lunatica, Andrea Dätwyler.
Atlantis ottenne delle buone recensioni e permise al gruppo di ottenere diversi ingaggi per tour e festival. Dopo aver suonato al Metaldayz (il più famoso festival metal della Svizzera), i Lunatica furono eletti miglior gruppo emergente della scena elvetica.
Per il loro secondo lavoro, Fables & Dreams, la band si affidò al produttore Sascha Paeth, conosciuto per aver lavorato con Rhapsody of Fire, Kamelot, Angra, After Forever, Edguy ed Heaven's Gate. Sascha riuscì ad ottenere il sound che la band si aspettava dal disco, realizzando una buona produzione, sia dal punto di vista qualitativo che tecnico.
Il disco uscì nel 2004 ed entrò direttamente alla posizione n. 13 dell'internet chart svizzera. Il singolo Fable of Dreams riscosse un buon successo di critica e pubblico, grazie, anche, ai molti passaggi radiofonici che riuscì a guadagnarsi.
Nel dicembre del 2005 i Lunatica tornarono in studio per registrare il loro terzo lavoro The Edge of Infinity che uscì il 23 settembre 2006.

## Formazione

### Formazione attuale
- Andrea Dätwyler - voce
- Sandro D'Incau - chitarra
- Andy Leuenberger - chitarra
- Emilio MG Barrantes - basso
- Alex Seiberl - tastiere
- Ronny Wolf - batteria

### Ex componenti
- Beat Brack - basso
- Batok Masha Marija - chitarra
- Ermes Di Prisco - batteria

## Discografia

### Singoli
- 2004 - Fables of Dreams

### Album studio
- 2001 - Atlantis
- 2004 - Fables & Dreams
- 2006 - The Edge of Infinity
- 2009 - New Shores